# Les souvenirs
Les souvenirs è un film del 2014 diretto da Jean-Paul Rouve.
Il film è uscito nelle sale italiane il 14 aprile 2016.

## Trama
Rimasta sola dopo la morte del marito, la nonna di Romain, Madeleine cade a casa sua e quindi i figli, contro la sua volontà, la 'ricoverano' in una casa di riposo di Parigi. Sempre a sua insaputa vendono la sua casa, ed a Madeleine non restano che i suoi ricordi. Madeleine fugge dalla casa di riposo facendo perdere le sue tracce. Il poliziotto del commissariato cui si rivolge il figlio maggiore Michel per chiedere di diramare un avviso di scomparsa, gli chiede se la madre "è maggiorenne", ed a fronte dell'ovvia, e comprensibilmente irritata risposta di Michel, lo informa che gli avvisi di scomparsa possono essere emanati solo per i minorenni.
Il figlio di Michel, Romain, riceve una cartolina dalla nonna e ne deduce che ella si trovi in Normandia ad Étretat dove ha vissuto la sua infanzia sino ai nove anni, allorquando dovette fuggire a causa della guerra e dell'imminente Sbarco in Normandia. Il nipote viene quindi incaricato dal padre Michel di raggiungere la nonna, e durante il viaggio fermatosi ad una stazione di servizio, riceve un consiglio dall'addetto-filosofo:  non cercare la donna della tua vita, fermati ed aspetta, non appena arriverà lo capirai subito. Infine raggiunge la nonna e dopo un esilarante incontro con l'impiegata dell'ufficio del turismo di Étretat che pensa che sia uno dei soliti aspiranti suicidi che si buttano giù dalle falesie, gli conferma che, sì, ha visto la nonna e gli indica in quale hotel ella soggiorni. Romain quindi incontra la nonna che gli dice: Finalmente sei arrivato confermandogli così l'intesa che tra di loro si è instaurata.
Romain avverte il padre del ritrovamento e gli dice che sta preparando una sorpresa per la nonna: un incontro con gli scolari della scuola che ella frequentava da bambina. L'incontro, commovente, ha luogo e Romain così incontra Louise, la maestra, e sente, ricambiato, che è l'incontro con la donna della sua vita. La nonna ritorna quindi in albergo e qui scivola e ricoverata in ospedale dopo un poco muore. Ma Romain ha capito che la sua lezione della vita è quella dei ricordi (la canzone Que Reste-t-il de nos Amours ? di Charles Trenet  con il suo refrain chiude malinconicamente il film con Romain e Louise, che vicino alla tomba della nonna si baciano teneramente).

## Distribuzione
Nel 2014 ha partecipato al Festival international del film francofono di Namur nella sezione Regards du présent e nella selezione ufficiale
del festival Cinemania.